# سیارک ۲۹۵۶۵
سیارک ۲۹۵۶۵ (به انگلیسی: 29565 Glenngould، نامگذاری:1998FD) بیست و نه هزار و پانصد و شصت و پنجمین سیارک کشف شده‌است که در ۱۷ مارس ۱۹۹۸ کشف شد.